# فیلم ماجراجویی
فیلم ماجراجویی از جمله محبوب‌ترین و جذاب‌ترین گونه‌های سینمایی است، که مخاطبان را به دنیایی پر از هیجان، خطر و کشف ناشناخته‌ها می‌برد. این گونه که ریشه در ادبیات کلاسیک و داستان‌های اسطوره‌ای دارد، با ترکیب عناصری مانند سفرهای پرخطر، مبارزه با نیروهای شرور، گنج‌یابی و مواجهه با چالش‌های غیرمنتظره، توانسته است نظر طیف گسترده‌ای از تماشاگران را در سراسر جهان به خود جلب کند.
فیلم ماجراجویی به‌عنوان یک گونه سینمایی، مرزهای خود را با دیگر گونه‌ها مانند پُرحادثه، خیال‌پردازی و علمی‌تخیلی درمی‌نوردد، و گاه با ترکیب این گونه‌ها، تجربه‌ای منحصربه‌فرد خلق می‌کند. شخصیت‌های اصلی این فیلم‌ها معمولاً قهرمانانی هستند، که با شجاعت و هوشمندی، مسیرهای ناهموار را طی می‌کنند و در این مسیر، نه‌تنها بر دشواری‌های بیرونی غلبه می‌کنند، بلکه با تحولی درونی نیز روبه‌رو می‌شوند. این ویژگی باعث می‌شود تماشاگران به‌صورت عاطفی با سفر قهرمان همراه شوند، و در کشف دنیاهای جدید شریک گردند.  
از سوی دیگر، فیلم‌های ماجراجویی اغلب با جلوه‌های بصری خیره‌کننده و مناظر تماشایی همراه هستند که بر جذابیت آن‌ها می‌افزاید. از جنگل‌های انبوه آمازون تا صحراهای سوزان آفریقا، از اعماق اقیانوس‌ها تا فراز کوه‌های مرتفع، این فیلم‌ها بینندگان را به مکان‌هایی می‌برند که شاید هرگز امکان دیدن آن‌ها را در زندگی واقعی نداشته باشند. این بُعد سینمایی نه‌تنها حس کنجکاوی مخاطب را برمی‌انگیزد، بلکه گاه به ابزاری برای آموزش و آشنایی با فرهنگ‌ها و محیط‌های گوناگون تبدیل می‌شود.  

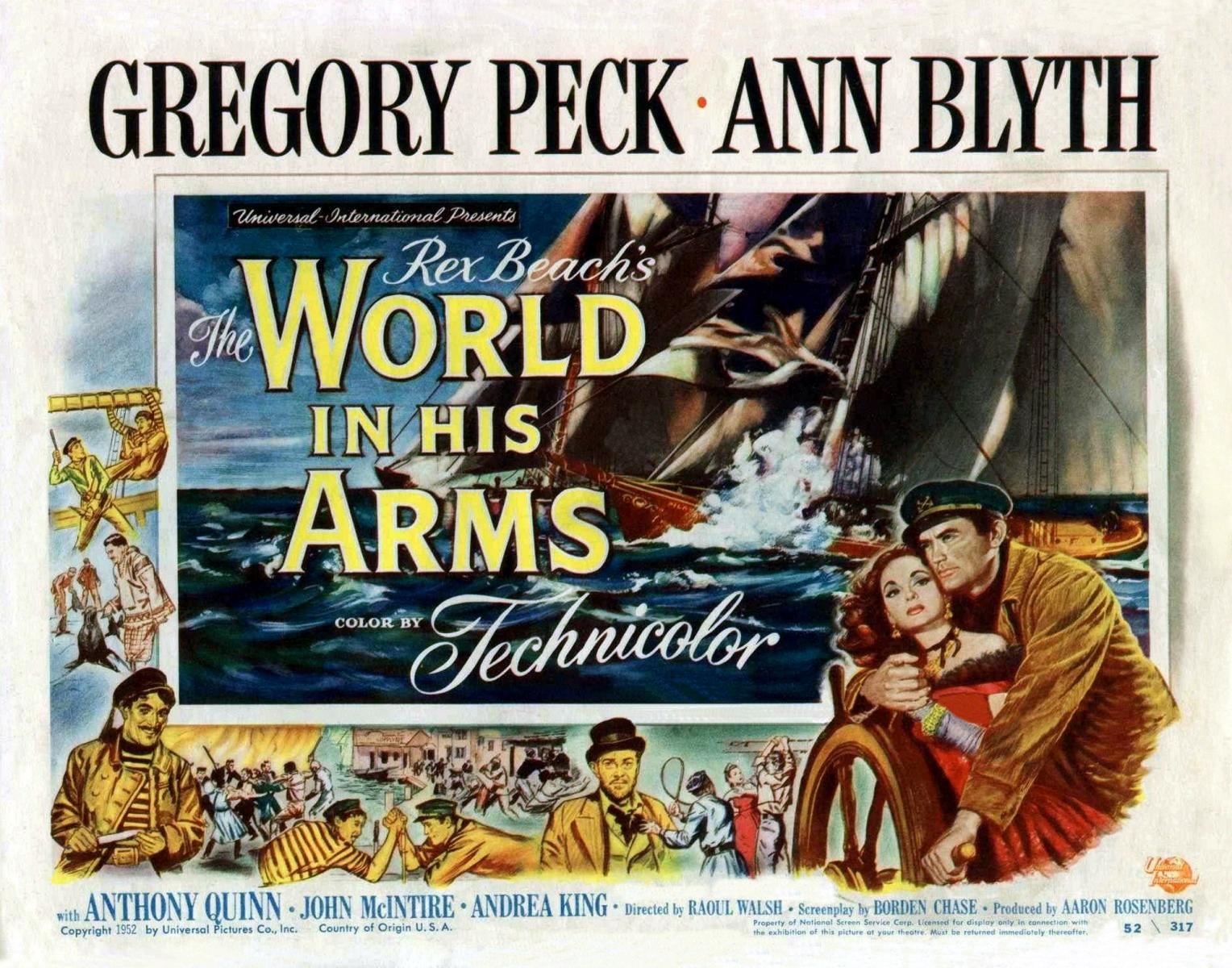
پوستر فیلم جهان در آغوش او، محصول سال ۱۹۵۲ میلادی/۳۱–۱۳۳۰ شمسی؛ فیلم داستان صیادی آمریکایی را بیان می‌کند، که عاشق یک دختر اشراف‌زاده روسی می‌شود.

موفقیت یک فیلم ماجراجویی در گرو تعادل میان عناصر هیجان‌انگیز، روایت جذاب و شخصیت‌پردازی قوی است. چه در قالب یک اثر ماندگار مانند مهاجمان صندوق گمشده و چه در شکل جدیدتر آن مانند مومیایی یا شهر گمشده زی، این گونه همچنان به تکامل خود ادامه می‌دهد، و با نوآوری‌های فنی و داستانی، نسل‌های جدیدی از مخاطبان را به خود جذب می‌کند.